# Rob Pardo

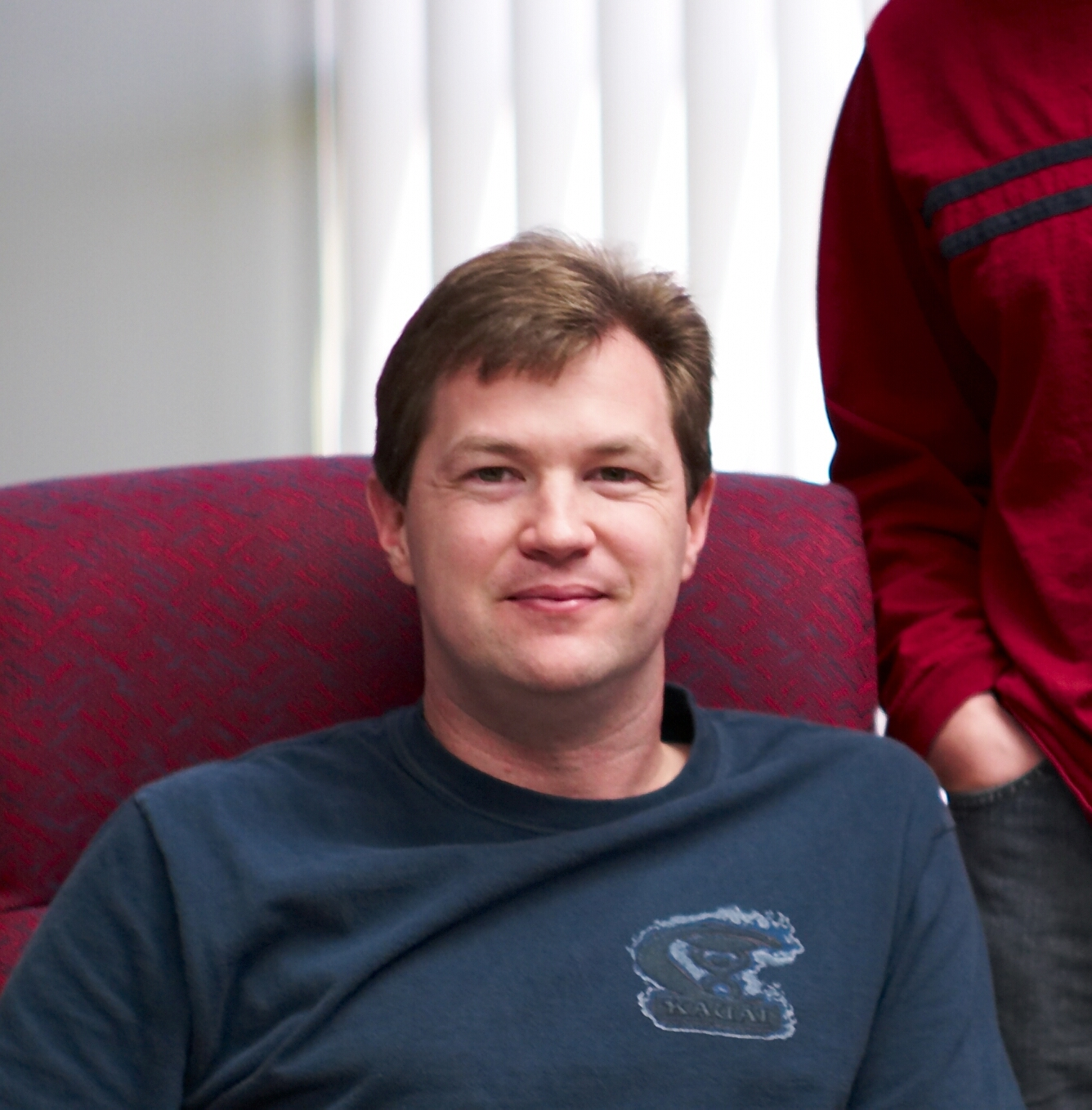
Rob Pardo

Rob Pardo (* 9. Juni 1971) war bis 2014 vice president of game design („Vizepräsident für Game-Design“) beim Software-Entwickler Blizzard Entertainment. Er leitete die Entwicklung des populären Online-Computerspiels World of Warcraft und war an weiteren Blizzard-Spielen beteiligt.
Im Jahr 2006 wurde er vom Time Magazine zu einem der 100 einflussreichsten Menschen der Welt gewählt.

## Spiele
Rob Pardo war an den folgenden Spielen beteiligt:
Chefentwickler
- World of Warcraft
- Warcraft III: The Frozen Throne
- Warcraft III: Reign of Chaos
- StarCraft: Brood War

Entwickler
- Diablo II
- Warcraft II: Battle.net Edition
- StarCraft

Produzent
- Diablo III
- Mortal Kombat Trilogy
- Tempest X3
- Whiplash

## Belege
1. ↑  Battle.net-Forum Forumspost zu Pardos Rücktritt
2. ↑  time.com: Profil zu Rob Pardo (englisch, aufgerufen am 17. Juli 2010)
3. ↑  gamespy.com: Interview mit Pardo vom 23. November 2004 (englisch, aufgerufen am 17. Juli 2010)
4. ↑  time.com (Memento vom 11. März 2011 im Internet Archive): Übersicht auf 100 „people who shape our world“ (Menschen, die unsere Welt formen) (englisch, aufgerufen am 17. Juli 2010)